# Марксистська політична економія

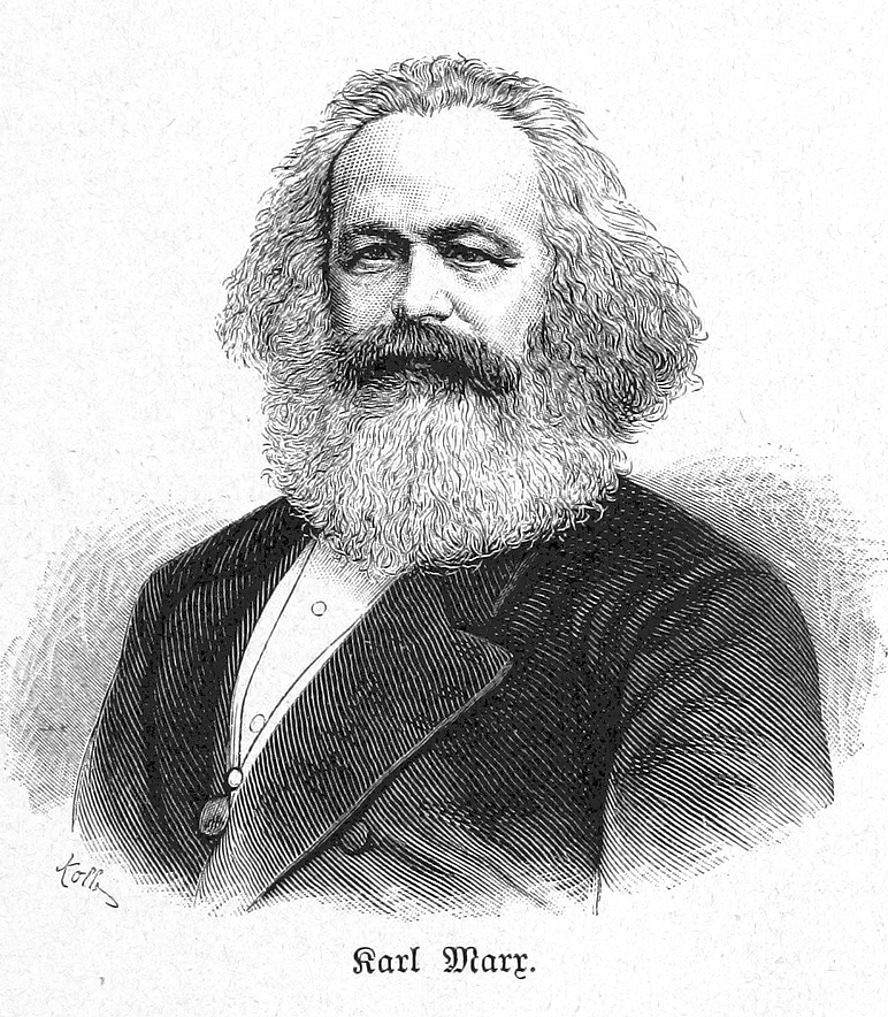
Карл Маркс

Марксистська політична економія — напрям в економічній теорії, політична економія, основу якої складає трудова теорія вартості (Адам Сміт, Девід Рікардо), яку Карл Маркс розширив теорією додаткової вартості. Цей напрямок є складовою частиною марксизму, його розвивали Фрідріх Енгельс, Карл Каутський, Роза Люксембург, Георгій Плеханов, Володимир Ленін. Окремі положення Маркса переглядали «ревізіоністи» — Едуард Бернштейн, Михайло Туган-Барановський, Вернер Зомбарт.

## Теорія

### Товар
Товар — якась річ, яка бере участь в обміні. З розвитком поділу праці предмети починають виробляти переважно для обміну, а не для особистого споживання. Товар стає загальною формою виробничих відносин, розвиваючись і переростаючи в капітал, що характеризує сутність капіталістичного способу виробництва. Ленін у книзі «Економічний зміст народництва і його критика в книзі г. Струве» дає таку характеристику капіталізму: «Продукт [виробництва] приймає форму товару в різних громадських виробничих організмах, але тільки в капіталістичному виробництві така форма продукту праці є спільною, а не винятковою, не одиничною, не випадковою. Друга ознака капіталізму — прийняття товарної форми не тільки продуктом праці, а й самою працею, тобто робочою силою людини».
Товару одночасно притаманні:
- корисність (цінність для споживача, споживча вартість). Корисність означає властивість речі задовольняти людську потребу того чи іншого роду (їжа задовольняє голод, одяг зігріває). «Споживні вартості» різних товарів не мають порівнянної еквівалентності, навіть якщо вони задовольняють одну й ту ж саму потребу (цінність одягу для споживача не має прямої залежності від її теплопровідності або вологозахищеності). Корисність породжується властивостями конкретного предмета незалежно від того, чи є він результатом дії виключно природних сил, чи зроблений людиною для особистого споживання або для обміну (тобто розглядається як особистий предмет або як товар).

- мінова вартість або просто вартість (кількісне співвідношення обміну одного товару на інший). Вона проявляється лише при обміні. Мінові вартості різних товарів однорідні й відрізняються один від одного лише кількісно. Так само маси (вага) або довжини абсолютно різних предметів по суті однорідні й відрізняються тільки кількісно.

Адам Сміт одним з перших розділив корисність і мінову вартість. Він зробив висновок, що вартість у процесі обміну залежить від кількості праці, необхідної для виробництва товарів. Таким чином вартість залежить від кількості праці, тобто від годин робочого часу. А різні за своєю суттю й корисністю товари при обміні порівнюються саме за вартістю, тобто мають тенденцію до обміну, пропорційно витратам робочого часу.

### Конкретна і абстрактна людська праця
Конкретна праця:
- Різновид конкретної діяльності, необхідної для виробництва конкретної речі, яка має певну корисність (споживчу вартість);
- Відрізняється від інших видів праці, які виробляють інші речі й безпосередньо з ними не зіставляється;
- Не пов'язана з жодною історично обумовленою організацією праці та правом власності;
- Може здійснюватися тільки в поєднанні з силами природи і спираючись на них.

Абстрактна праця:
- Якісно однорідна людська праця, знеособлена і яку можна порівняти з працею іншої людини (усереднена для поточних умов виробництва в конкретному суспільстві);
- Здійснюється у вигляді фізіологічної витрати людської робочої сили;
- Є джерелом вартості, яка проявляється виключно в процесі еквівалентного обміну.

### Гроші
Функції грошей:
- міра вартостей (вираження вартостей товарів як кількісно порівнянних одиниць, з'являється поняття ціни, тобто грошового вираження вартості товару);
- засоби обігу (кругообіг товару Т — Г — Т);
- засіб накопичення (паралельно, крім грошових потоків, існують і грошові резерви, і постійно відбуваються перетворення з одних в інші);
- засіб платежу (кредит, який створює можливість розпоряджатися ресурсами, які не тільки ще не перетворені в гроші, але часто й не вироблені);
- засіб накопичення скарбів;
- всесвітні гроші (опосередкування світової торгівлі).

### Додаткова вартість
Поняття додаткової вартості, або додаткової цінності (англ. Surplus value), базується на оцінці вартості, як праці, яка передбачає, що вартість товару не залежить від попиту й пропозиції, а визначається кількістю вкладеної праці (див. трудова теорія вартості). У рамках цієї теорії Карл Маркс ввів поняття додаткової вартості — як різниці між створеною в процесі праці новою вартістю (перевищення трудової вартості товару над вартістю раніше виконаної праці — сировини, матеріалів, обладнання) і вартістю робочої сили (зазвичай виражена у формі заробітної плати), яка була використана для створення цієї нової вартості. Джерелом додаткової вартості, за Марксом, є продовження споживання робочої сили після того часу, протягом якого відтворюється її власна вартість.
За теорією Маркса, додаткова вартість проявляється у своїх особливих формах: підприємницький прибуток, відсотки, рента, податки, акцизи, мито, тобто як уже розподілена між усіма агентами капіталістичного виробництва і взагалі між усіма претендентами на участь у прибутку.
За Марксом, додатковий продукт створюється виключно у сфері виробництва, а не у сфері обігу, у якому він лише наочно себе проявляє. Додатковий продукт існує при будь-якому виробництві та є джерелом податків і накопичення. Але тільки при капіталізмі він отримує свій остаточний розвиток у вигляді додаткової вартості, яка проявляється у формі прибутку, стаючи самостійною метою виробництва.
Маркс ділив додаткову вартість на:
- абсолютну: створюється шляхом подовження робочого дня;
- відносну: виникає через здешевлення робочої сили та скорочення необхідного робочого часу, що призводить до зміни співвідношення часу між необхідною й додатковою працею в рамках того ж самого робочого дня.

Слід відрізняти додаткову вартість від доданої вартості.
Поняття «додаткова вартість» — один з центральних термінів марксистської економічної теорії. Маркс вказував, що за капіталістичного способу виробництва додаткова вартість присвоюється капіталістом у вигляді прибутку, в чому і полягає експлуатація ним робітника. За словами Маркса, норма додаткової вартості — «влучний вислів ступеня експлуатації робочої сили капіталом або робітника капіталістом».
Норма додаткової вартості = m/v = додаткова праця/необхідна праця

#### «Вартість» або «цінність»?
У першому перекладі «Капіталу» 1872 року за редакцією Германа Лопатіна й Миколи Даніельсона був використаний переклад терміну нім. Wert як «вартість». При цьому паралельно в наукових працях Миколи Зібера, присвячених Рікардо й Марксу, застосовувався варіант «цінність», в тому числі як переклад аналогічного «Wert» англійського слова «Value».
Другий переклад «Капіталу», виконаний Євгенією Гурвич і Львом Заком під редакцією Петра Струве вийшов в 1898 році. У ньому термін Wert перекладався за наполяганням редактора як «цінність». Михайло Туган-Барановський схвально оцінив даний переклад, але критикувався Леніним, який наполягав саме на терміні «вартість».
У третьому варіанті перекладу «Капіталу» Скворцова-Степанова, Богданова й Базарова знову був використаний термін «вартість». Ленін вважав цей переклад найкращим із зроблених на той момент, що забезпечило саме такому варіанту масові перевидання після Жовтневої революції.
Радянський філософ-марксист Евальд Ільєнко, фахівець з логіки «Капіталу», критикував варіант «вартість» і ряд інших помилок перекладу, відзначаючи: «Ні в одній з європейських мов, на яких думав і писав Маркс, такого розрізнення „цінності“ й „вартості“ немає, і російський переклад тому часто обриває найважливіші смислові зв'язки, безсумнівно наявні у Маркса».
Російський філософ Б. П. Вишеславцев відзначав, що переклад німецького слова нім. Wert, як «вартість», який встановився в радянській науці, «філологічно невірний, філософськи безграмотний і засновується на нерозумінні духу мови», оскільки слову «вартість» у німецькій мові насправді відповідає слово нім. Kostenpreis. Також він вказує: «Вартість виражає те, що політична економія і Маркс називають ціною на відміну від цінності. Це важливе протиставлення знищується при використуванні терміна вартість, бо вартість і є ціна. Але безглуздість перекладу проявляється найбільше тоді, коли ми маємо справу зі споживчою цінністю, оскільки величезна споживча цінність може не мати ніякої вартості. Повітря і вода мають велику цінність, але нічого не варті».
У 1989 році була опублікована стаття В. Я. Чеховського «Про переклад Марксова поняття „Wert“», в якій автор також висловлюється за варіант «цінність». Згодом він став перекладачем і редактором першого тому «Капіталу», опублікованого в 2015 році, який критикували Олександра Бузгаліна і Людмила Васіна.

### Капіталізм
Основними ознаками капіталізму є такі:
- виробництво, яке орієнтоване на обмін, має загальний характер;
- робоча сила є товаром;
- прагнення до прибутку — головна рушійна сила виробництва;
- витяг додаткової вартості, відділення безпосереднього виробника від засобів виробництва, які складають внутрішню економічну форму;
- відповідно до імперативу економічного зростання, капітал прагне до глобальної інтеграції за допомогою світових ринків;
- основний закон розвитку — розподіл прибутку пропорційно вкладеному капіталу:

```
    П
i
 = р×К
і

або
    П
і
 = р×(С
і
+V
і
)

де: П
і
 — прибуток 
і
 підприємства,
    К
і
 — вкладення капіталіста у виробництво товару 
і
 підприємства
```

### Продуктивні сили
Продуктивні сили (нім. Produktivkräfte) — засоби виробництва й люди, що володіють певним виробничим досвідом, навичками до праці і призводять ці засоби виробництва в дію. Таким чином, люди — основний елемент продуктивних сил суспільства. Продуктивні сили грають провідну роль у суспільному виробництві. Рівень розвитку продуктивних сил характеризується ступенем суспільного розподілу праці й розвитком засобів праці, перш за все техніки, а також ступенем розвитку виробничих навичок і наукових знань. Карл Маркс вперше використав це поняття в роботі «Маніфест комуністичної партії» (1848 рік).

### Виробничі відносини
Виробничі відносини (виробничо-економічні відносини) — відносини між людьми, що складаються у процесі суспільного виробництва і руху суспільного продукту від виробництва до споживання.
Сам термін «виробничі відносини» був вироблений Карлом Марксом («Маніфест комуністичної партії» (1848) та інше).
Виробничі відносини відрізняються від виробничо-технічних відносин тим, що вони виражають зв'язки між людьми через їхню залученість до засобів виробництва.
Виробничі відносини є базою стосовно політики, ідеології, релігії, моралі й іншого (суспільної надбудови).
Виробничі відносини є соціальною формою продуктивних сил. Разом вони складають дві сторони кожного способу виробництва і пов'язані один з одним за законом відповідності виробничих відносин характеру й рівню розвитку продуктивних сил: виробничі відносини складаються залежно від характеру і рівня розвитку продуктивних сил як форма їхнього функціонування і розвитку, а також від форм власності. Своєю чергою, виробничі відносини впливають на розвиток продуктивних сил, прискорюючи або гальмуючи їх. Виробничі відносини зумовлюють розподіл засобів виробництва й розподіл людей в структурі суспільного виробництва (класову структуру суспільства).

#### Соціальний акцент марксистської політичної економії
Соціальна несправедливість і шляхи її подолання, побудова справедливого суспільства — ці проблеми потрапляють в центр уваги мислителів, починаючи з глибокої давнини. У Новий час один за одним з'являються праці, присвячені питанням побудови суспільства на соціалістичних принципах — теорії утопічного соціалізму. У марксизм вони входять, як один з трьох його джерел, поруч із буржуазною політичною економією. Однак цю проблематику в предмет політекономії вводить попередник Маркса, С. Сісмонді, який представляє течію економічного романтизму.
Ще за життя Маркса, під час розкладання буржуазної політичної економії на окремі течії, які часто були досить різними, багато з них не враховував соціальну складову. Цей процес тривав і в XX столітті; обґрунтовуючи таку позицію, англійський економіст Ліонель Роббінс в 1932 році заявив:

Економіка має справу зі встановленими фактами; а етика — з оцінками та зобов'язаннями. Ці два поля дослідження не знаходяться на одній площині роздумів.
Оригінальний текст (англ.)
Economics deals with ascertainable facts; ethics with valuations and obligations. The two fields of enquiry are not on the same plane of discourse.

Однак далеко не всі економісти підтримали цю позицію. Дж. М. Кейнс заперечив Роббінсу:

На відміну від Роббінса, економіка є по суті моральною наукою. Тобто вона використовує самоаналіз та оцінку цінності.
Оригінальний текст (англ.)
As against Robbins, Economics is essentially a moral science. That is to say, it employs introspection and judgement of value.

Обгрунтовані Марксом вимоги робітників до капіталістів знаходили й несподівану підтримку. У 1950 році П'єр Біго видав спеціальне дослідження під назвою «Марксизм і гуманізм». Головною тезою своєї монографії цей видатний французький єзуїт обрав цитату з різдвяного послання Пія XII від 24 грудня 1942 року, де Папа Римський констатує незадоволення Богом нинішнім соціальним порядком, визнаючи обґрунтованість вимог робочих про його перебудову:

Але Церква не може ігнорувати або не бачити, що працівник, прагнучи поліпшити свій стан, стикається із системою, яка, далеко не відповідаючи природі, суперечить Божому порядку і цілі, яку Він призначив для земних благ.
Оригінальний текст (італ.)
Ma la Chiesa non può ignorare o non vedere, che l’operaio, nello sforzo di migliorare la sua condizione, si urta contro qualche congegno, che, lungi dall’essere conforme alla natura, contrasta con l’ordine di Dio e con lo scopo, che Egli ha assegnato per i beni terreni.

Щодо цієї тези понтифіка П. Біго критично розглядає категорію додаткової вартості, яка у вченні Маркса є відправною точкою в дослідженні зазначеної соціальної несправедливості. «П. Біго вважає, — пише французький історик економічних вчень Еміль Жамс, — що вилучення додаткової вартості, навіть якщо вона не обумовлюється подовженням робочого дня, про який говорить Маркс, може бути важливою та має право на існування завдяки інтенсифікації праці і виснаження розумових здібностей людини».

П. Біго оцінює наступним чином погляди Маркса про відносини між працею і капіталом у частині трактування акту купівлі-продажу робочої сили:
Маркс розглядав капіталізм як матеріалізацію й продаж людини, варто було б сказати — як його матеріалізацію. Марксистський матеріалізм…спрямований перш за все на те, щоб звільнити людину від цієї економічної матеріалізації, яка становить основу продажу людини.

## Критика марксистської політекономії
Багато економістів і істориків, які аналізували спадщину Маркса в області економіки, вважають наукову значущість його робіт невисокою. На думку Пола Самуельсона (1915—2009), видатного американського економіста, лауреата премії з економіки пам'яті Альфреда Нобеля, «з точки зору вкладу в економічну теоретичну науку Карла Маркса можна розглядати як дрібного економіста пост-рікардіанської школи». Французький економіст Жак Атталі у своїй книзі «Карл Маркс: Світовий дух» вказує, що «Джон Мейнард Кейнс вважав „Капітал“ Маркса застарілим підручником з економіки, не тільки помилковим з економічної точки зору, але й позбавленим інтересу та практичного застосування в сучасному світі». Сам Атталі, який симпатизує Марксу і пропагує його вчення, вважає, що Маркс так і не зміг довести ключових положень своєї економічної теорії: трудову теорію вартості, теорію додаткової вартості і «Закон зниження норми прибутку» за капіталізму, — хоча й наполегливо намагався це зробити, протягом 20 років збираючи економічну статистику та вивчаючи алгебру. Таким чином, на думку Атталі, ці ключові положення його економічної теорії так і залишилися недоведеними гіпотезами. Тим часом саме ці гіпотези були основами не тільки марксистської політекономії, але й марксистської класової теорії, а також марксистської критики капіталізму: за Марксом експлуатація робітників полягає в тому, що капіталісти привласнюють додаткову вартість, створену робочими.
Стенфордська філософська енциклопедія в статті «Карл Маркс» також вважає, що висновки про норму прибутку, зроблені Марксом на основі його теорії додаткової вартості, «не тільки помилкові емпірично, а й неприйнятні теоретично». Далі стаття містить критику трудової теорії вартості в такій формі:

Твердження Маркса про те, що тільки робоча сила може створити надлишкову вартість, не підкріплюється жодними аргументами чи аналізом, і можна стверджувати, що це лише артефакт природи його викладу. Будь-який товар можна вибрати для подібної ролі. Отже, з однаковим обґрунтуванням можна сформулювати теорію вартості кукурудзи, стверджуючи, що кукурудза має унікальну силу створення більшої вартості, ніж вона коштує. Формально це було б ідентично трудовій теорії вартості.
Оригінальний текст (англ.)
Marx's assertion that only labour can create surplus value is unsupported by any argument or analysis, and can be argued to be merely an artifact of the nature of his presentation. Any commodity can be picked to play a similar role. Consequently with equal justification one could set out a corn theory of value, arguing that corn has the unique power of creating more value than it costs. Formally this would be identical to the labour theory of value.

Хоча Маркс у першому томі «Капіталу» достатньо детально пояснює, чому не є трудом товар, що цей товар є робочою силою, і що цей конкретний товар має основну відмінність для потреб виробництва, порівняно з будь-яким іншим товаром — усі товари лише переносять свою вартість на кінцевий продукт, товар «робоча сила» цього не робить, тому створюється нова вартість.
Критика теорії трудової вартості міститься і в закордонних навчальних закладах з історії економічної думки.
Деякі автори вказували на розпливчастість, невизначеність і неконкретність формулювань Маркса, які схожі не стільки на економічні, скільки на філософські думки (Маркс за освітою був юристом і філософом). Жак Атталі вважає, що багато економічних постулатів (теза про фетишизацію грошей при капіталізмі, про відчуження праці, теза про капітал як про мертвого вампіра, що висмоктує живу працю та інші) він виводив не з об'єктивної реальності або фактів, а зі своїх особистих відчуттів і комплексів.
Сам Маркс не оцінював свою працю як великий внесок в економічну науку, проте розглядав її набагато перспективнішою в області соціальної теорії.
Існує думка, що марксистська політекономія, точніше, та її частина, яка була розроблена самим Марксом, не є традиційною економічною наукою, а є самостійним філософським відгалуженням політичної економії.

## Марксистська школа політекономії після Маркса
До 1930-х років наукові дослідження в рамках марксистської доктрини обмежувалися колом німецьких і російських авторів, і тільки в Німеччині та Росії марксизм вплинув на дослідження економістів-несоціалістів.

### У Німеччині та Австрії
Марксизм був офіційною ідеологією Соціал-демократичної партії Німеччини, була впливовою серед робітничого класу. Її величезна організація пропонувала професійну кар'єру тільки ортодоксальним марксистам, в таких обставинах література неминуче повинна була носити апологетичний і інтерпретаційний характер. Ідейний лідер К. Каутський в цілому не був оригінальним мислителем, але в книзі «Аграрне питання» (1899) спробував поширити Марксів закон концентрації на сільське господарство.
За визначенням дослідника історії економічної думки Йозефа Шумпетера:

Авторів, які посеред жовчних суперечок зуміли розробити більш-менш нові аспекти марксистської доктрини, зазвичай називають неомарксистами.

Такими Шумпетер вважав О. Бауера, Р. Гільфердінга, Г. Гроссмана, Г. Кунова, Р. Люксембурга і Ф. Штернберга. Вони перш за все були зацікавлені в тих частинах Марксового вчення, які мають безпосереднє відношення до тактики соціалістів у період, що був, на їхню думку, останньою, «імперіалістичною», фазою капіталізму. У цьому їхні погляди стикалися з доктринами ленінізму й троцькізму, які зосередилися на імперіалізмі, хоча в інших питаннях ці теоретики стояли на антибільшовицьких позиціях. Ці автори домоглися відносного успіху в розробці теорії протекціонізму й схильності (реальної чи уявної) капіталістичного суспільства до ведення війн.
Однак зберегти ідейну дисципліну всередині великої партії не вдалося, Е. Бернштейн виступив з роботами, якими ревізував всі аспекти марксизму. Критика Бернштейна сприяла появі точніших формулювань, вплинула на збільшення готовності марксистів відмовитися від пророкувань зубожіння й краху капіталізму. Але якщо говорити про наукову позицію марксистів, на неї вплив ревізіонізму не був плідним:

Бернштейн був чудовою людиною, але не глибоким мислителем і тим більше не теоретиком.

Австромарксистами Карлом Реннером, Отто Бауером, Отто Нейратом були зроблені спроби скоригувати питання економічної політики.

### У Росії
Німецький вплив відіграв велику роль. З точки зору наукових досліджень ортодоксальних авторів Шумпетер вважає доцільним згадати тільки Г. Плеханова та Н. Бухаріна. В. Ленін і Л. Троцький не внесли в економічний аналіз нічого, що не було б передбачене Марксом або німецькими марксистами.
Оригінальним російським плином став «легальний марксизм», який висунув аргументи щодо можливості й прогресивності капіталізму в Росії. Першою книгою, в якій були викладені ці ідеї, стали видані в 1894 році «Критичні замітки до питання про економічний розвиток Росії» П. Струве, який пізніше згадував:

У розвитку світової економічної думки моя книга, наскільки мені дозволяє сказати моє знайомство з літературою предмета, була першим проявом того, що пізніше стало відомо під ім'ям марксистського або соціал-демократичного «ревізіонізму».

Марксизм сильно вплинув на всіх російських економістів, включаючи тих, хто з ним дискутував. Найвидатнішим з «напів марксистських» критиків Маркса був М. Туган-Барановський.

### Зближення економістів-марксистів з економічним осноплином
Економічна інтерпретація історії Маркса є його внеском у соціологію першорядної важливості. Марксистська політекономія вже до моменту написання виглядала застарілою, її практичний сенс полягав у створенні ідейної бази для обґрунтування класової боротьби пролетаріату. Внаслідок цього з 1920-х років почав спостерігатися феномен збільшення числа економістів, які дотримувалися марксистської ідеології, але в питаннях чистої економічної теорії стали використовувати неомарксистську методологію. Ця тенденція представлена іменами Е. Ледерера, М. Доббі, О. Ланге й А. Лернера.

Можна стверджувати, що, за винятком питань економічної соціології, науково підготовлений соціаліст більш не є марксистом.—

### Польська школа
Перрі Андерсон вказував, що можна говорити про польську школу марксистської політичної економії, в яку входять Роза Люксембург, Генрик Гроссман, Міхал Калецький і Наталія Мошковська, хоча з Польщею пов'язана наукова діяльність тільки Калецького.

### Неомарксистська політекономія
Група авторів навколо журналу «Monthly Review», включаючи Пол Суїзі, Пола Барана й Гаррі Магдоффа, стала зачинателями неомарксистської політичної економії. На неї вплинули посткейнсіанство (Джоан Робінсон) і неорікардіанство (П'єро Сраффа). Теоретиками неомарксистської політекономії також вважаються Моріс Добб, Річард Вольф, Стівен Резник, Ендрю Глін, Анвар Шайх, Герберт Гінтіс, Адам Пшеворський, Девід Гордон, Нобуо Окісіо, представники аналітичного марксизму Самуель Боулз, Джон Ремер, Юн Ельстер.
Неомарксисти Іммануїл Валлерстайн, Самір Амін, Андре Гундер Франк стали важливими розробниками світ-системного аналізу капіталізму як глобальної системи.
Троцькістських переконань дотримувався бельгійський економіст Ернест Мандель, який досліджував кризи пізнього капіталізму і їхній взаємозв'язок з теорією довгих хвиль, бюрократію та природу Радянського Союзу, історію і перспективи марксистської політекономії.

### В СРСР
1920-і роки оцінюються як розквіт радянської економічної науки, в політекономії йшли дискусії з методології. На початку 1930-х років дискусії були перервані, багато економістів стали жертвами репресій. Формою розвитку політекономії стало поступове визнання необхідності й неминучості при соціалізмі старих економічних форм, хоча б в усіченому, «перетвореному» вигляді. Спочатку була визнана необхідність господарського розрахунку, торгівлі, грошей, потім в 1930-і роки було визнано товарне виробництво і закон вартості в радянській економіці. У повоєнні роки визнання отримали й інші економічні категорії: відсоток, прибуток, ціна виробництва, рента та інші. З кінця 1930-х років радянські економісти більш-менш чітко діляться на два табори. Одні, які отримали неофіційну назву «товарники», намагаються ввести в економічну науку реальні проблеми, погодивши їхню постановку з офіційними основами політичної економії, обґрунтувати необхідність товарного виробництва за соціалізму. Інші, за власною ініціативою або виконуючи вказівки зверху, відновлюють боротьбу за «чистоту» економічної науки, в тому вигляді, як вона розумілася класиками марксизму. За життя Сталіна наукова полеміка регулярно переростала в цькування, однак після його смерті вона прийняла пристойніші форми боротьби різних напрямів в науці.
Завдяки своїй ролі аналітичного центру радянського керівництва створений в 1956 році Інститут світової економіки й міжнародних відносин (ІСЕМВ), залишаючись в рамках марксизму, зміг зробити внесок у перегляд найбільш суперечливим фактам ідеологічних догм і анахронічних уявлень в області політичної економії капіталізму, таких як закон зростання органічної побудови капіталу (відношення постійного капіталу до змінного), загальний закон капіталістичного накопичення, закон абсолютного і відносного зубожіння робітничого класу, тенденція норми прибутку до пониження, непродуктивний характер праці в сфері торгівлі та послуг, закон переважного росту першого підрозділу суспільного виробництва, закон відставання сільського господарства від розвитку промисловості. Крім нових фактів матеріал для поновлення марксизму вчені ІСЕМВ, що мали доступ до сучасної літератури, черпали із західних теорій, перш за все з інституціоналізму.
У Радянському Союзі вивчення марксистської політичної економії було необхідною складовою економічної (і в цілому, вищої) освіти. Вже згадана як єдино вірна відправна точка у вивченні соціально-економічних процесів, в методологічному розрізі марксистська політична економія поділялась на «політекономію капіталізму» й «політекономію соціалізму». Перша служила основою досліджень економіки та виробничих відносин в капіталістичному світі і його периферії, друга ж включала формаційно-специфічні питання розвитку народного господарства й міжнародних економічних відносин соціалістичних країн; формулювала головну цільову функцію (рівномірне зростання добробуту трудящих при дотриманні принципів соціальної справедливості) та шляхи її реалізації, спираючись на принцип планового розвитку. При цьому основні положення марксистської політекономії для всіх економістів, чиновників і для більшості населення СРСР були незаперечними догмами, і саме це вчення (марксизм-ленінізм), за словами істориків Р. Медведєва і Ж. Медведєва, «перетворилося у світську форму релігійної свідомості».

## Політичне значення
Політичний вплив марксизму в XX столітті був величезним: марксизм домінував приблизно на 1/3 території земної кулі. Марксистська політекономія виступила економічною доктриною соціалізму, реалізованого в XX столітті в СРСР, КНР, в країнах Східної Європи, Індокитаю, на Кубі, в Монголії. Своєю чергою соціальні зміни в країнах, які будували соціалізм, підштовхнули глибоку трансформацію соціально-економічного устрою розвинених капіталістичних країн, а точніше, поліпшили соціальне становище основної їньої маси населення і розвиток інститутів демократії в цих країнах.
З іншого боку, майже у всіх соціалістичних країнах марксистська економічна наука перетворилася в догматичне вчення — частину офіційної ідеології. Переставши відповідати реаліям, вона стала чинити негативний вплив. Так, в СРСР насадження цього вчення в 1930-і роки супроводжувалося розгромом вітчизняної економічної школи світового класу (Микола Кондратьєв, Василь Леонтьєв, Олександр Чаянов). У 1950-ті роки марксистські догми (випереджаючий розвиток важкої промисловості, неминучість краху світового капіталізму і інше) завадили трансформації радянської військової економіки в економіку, орієнтовану на потреби населення (план Маленкова), і якоюсь мірою сприяли розпочатій гонці озброєнь. У 1960—1980-ті роки панування марксистського догматичного мислення в СРСР завадило вчасно зробити висновок про те, що капіталізм на Заході в середині XX століття зазнав якісних змін, і не дозволило до моменту початку перебудови виробити продуману концепцію ринкових реформ, що частково зумовило негативні наслідки цих реформ і розпад СРСР.
Реформи в КНР супроводжувалися активним впровадженням сучасних західних економічних теорій, що призвело до паралельного розвитку капіталістичних і марксистських економічних поглядів. У провідних навчальних центрах КНР курси читають економісти молодого покоління, які повернулися з-за кордону після навчання, підручники, за якими займаються студенти, переважно ті ж, що на Заході. Утвердилися в економічному співтоваристві КНР строгі професійні критерії, побудовані за західними зразками, не дозволяють марксистам успішно конкурувати у сфері викладання та науки з колегами-економістами, які здобули сучасну освіту. Однак китайська влада поставила перед марксистами завдання ідеологічного обґрунтування проведених у Китаї реформ і популярного викладу економічної політики влади. Подібне розділення праці становить основу для безконфліктного співіснування двох течій.